# أنبوتو
أنبوتو ( 1,331 م (4,367 قدم) ) هو جبل من الحجر الجيري في منطقة إقليم الباسك الغربي، إنّه أعلى قمة في سلسلة جبال أوركيولا وليس بعيدًا عن ممر جبل أوركيولا بين دورانجو وفيتوريا جاستيز .

## الوصف
كتلة ضخمة من الحجر الجيري ، مضغوطة للغاية ،رمادية اللون، ويحتوي الجبل على بقايا أحفورية من الشعاب المرجانية الضخمة التي تعود إلى عصور ما قبل التاريخ بالإضافة إلى الأصداف البحرية الكبيرة.
الاتجاه الشمالي له جميل جدًا بارتفاع مقداره 1,000 م (3,300 قدم) من المنحدرات العالية الشاهقة فوق وادي أتكسوندو . ينحدر الاتجاه الجنوبي بشكل أكثر سلاسة نحو ممر أوركيولامندي ؛ بل وأكثر من ذلك، يتم استخدامه لطرق الصعود الأكثر شعبية.
إن طريق الصعود يمكن القيام به على أي من الاتجاهات في جميع الأحوال يتطلب عناية معينة عند المرور بجوار المنحدرات.
تعد أنبوتو واحدة من القمم الأكثر شهرة والأكثر تميزًا في بيسكاي ومنطقة إقليم الباسك .
يوجد على قمته قمة جيوديسية من الدرجة الثانية. 

## الأساطير
ارتبطت أنبوتو دائمًا بالسحر والأساطير . وفي كهف قريب من قمته، تخبرنا الأسطورة أن ماري ، "سيدة أنبوتو"، لديها مسكنها الرئيسي. تقول الأسطورة أنه من المعتاد رؤيتها في بوابة الكهف، في الأيام التي يكون فيها الطقس جيدًا، تمشط شعرها الأشقر الجميل بمشط من الذهب تحت أشعة الشمس. ليس من النادر أيضًا رؤيتها تقضي الليالي كأنها كرة كبيرة من النار في السماء فوق أنبوتو أو أماكن أخرى في إقليم الباسك حيث تمتلك مساكن مثل أويز أو أيزكوري القريبة. ووفقًا لمكان العثور عليها سيكون الطقس جيدًا أو سيئًا.

## الصعود
يمكن الوصول إلى أنبوتو من عدد كبير من الأماكن. فمن الشمال 1,000 م (3,300 قدم) الصعود يكون من وادي أتكسوندو . من أوركيولامندي يبدأ الطريق عند المزار الشهير في سان أنطونيو ( 730 م (2,400 قدم) ). من وادي أتكسارت يبدأ الصعود الكامل للقمم، وهي طويلة ولكنها بسيطة على طول ألويتز ( 1,034 م (3,392 قدم) ) وأنبوتو ( 1,331 م (4,367 قدم) ). من أوتكسانديو ( 549 م (1,801 قدم) ) أو أراميو ( 312 م (1,024 قدم) )، والتوقف عند تلة زابالاوندي العشبية الشاسعة ( 896 م (2,940 قدم) )، تكون إمكانية الصعود متاحة من هنا مباشرة إلى الأعلى مروراً بالقرب من كهوف سيدة أمبوتو و"عين إسكيلار".

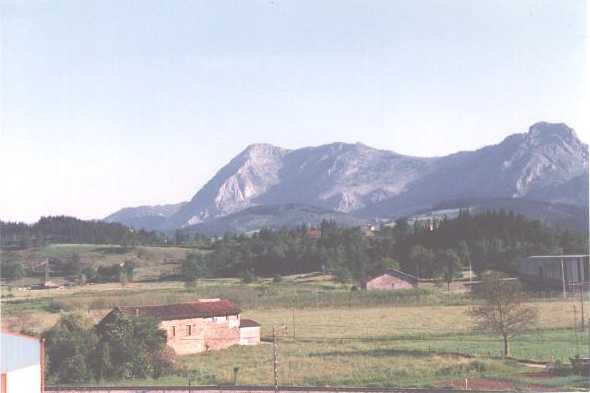
منظر لقمة الأنبوتو من الشمال.

الطريق الأكثر شيوعًا هي الخروج من ممر أوركيولامندي إلى جانب جبل أوركيولامندي ( 1,009 م (3,310 قدم) ) الوصول إلى أسونتز ( 870 م (2,850 قدم) )، ثم تسلق أسفل القمة مباشرةً، إلى تلة باغوزيلاي ( 970 م (3,180 قدم) ) ثم الصعود عبر منحدراته الصخرية (أرويتا) إلى تلة أجيندي ( 1,227 م (4,026 قدم) ) الواقعة غرب القمة مباشرة.
الاتجاه الشمالي ذو طبيعة صخرية 1,000 م (3,300 قدم) لذلك فإن التسلق يمكن أن يتطلب أحيانًا تسلق الصخور ويمكن أن يكون خطيرًا جدًا في الظروف الجوية السيئة أو الجليد.
مدة الصعود:
- أوركيولامندي (ساعتان)
- أتكسارت (4 ساعات، حتى القمة)
- أتكسارتي (ساعتان و30 دقيقة، بواسطة أسونتز)
- أراميو (3 ساعات)
- أرازولا (ساعتان و15 دقيقة، الوجه الشمالي)
- أرازولا (3 ساعات، بواسطة زابالوندي)

## وصلات خارجية
- منديكات
- ويب سوبر أمبوتو

- لاس مونتانياس